# 京畿北道
京畿北道（：／ Gyeonggibukdo）是大韓民國討論中的行政區劃，位於今天的京畿道的漢江和北漢江以北，包括高陽市、九里市、南楊州市、東豆川市、楊州市、議政府市、坡州市、抱川市、金浦市、加平郡、漣川郡，面積佔京畿道總面積10,175平方公里的4,265.68平方公里。
2024年5月初，韓國政府為計劃成立的京畿北道舉行命名投票活動，最終得票最多的結果為「和平世界特別自治道」（：／）。然而，這一名稱遭民眾批評。